# Rejon hornostajiwski
Rejon hornostajiwski – jednostka administracyjna Ukrainy, w składzie obwodu chersońskiego. Jego siedzibą jest Hornostajiwka.